# Marconi Company

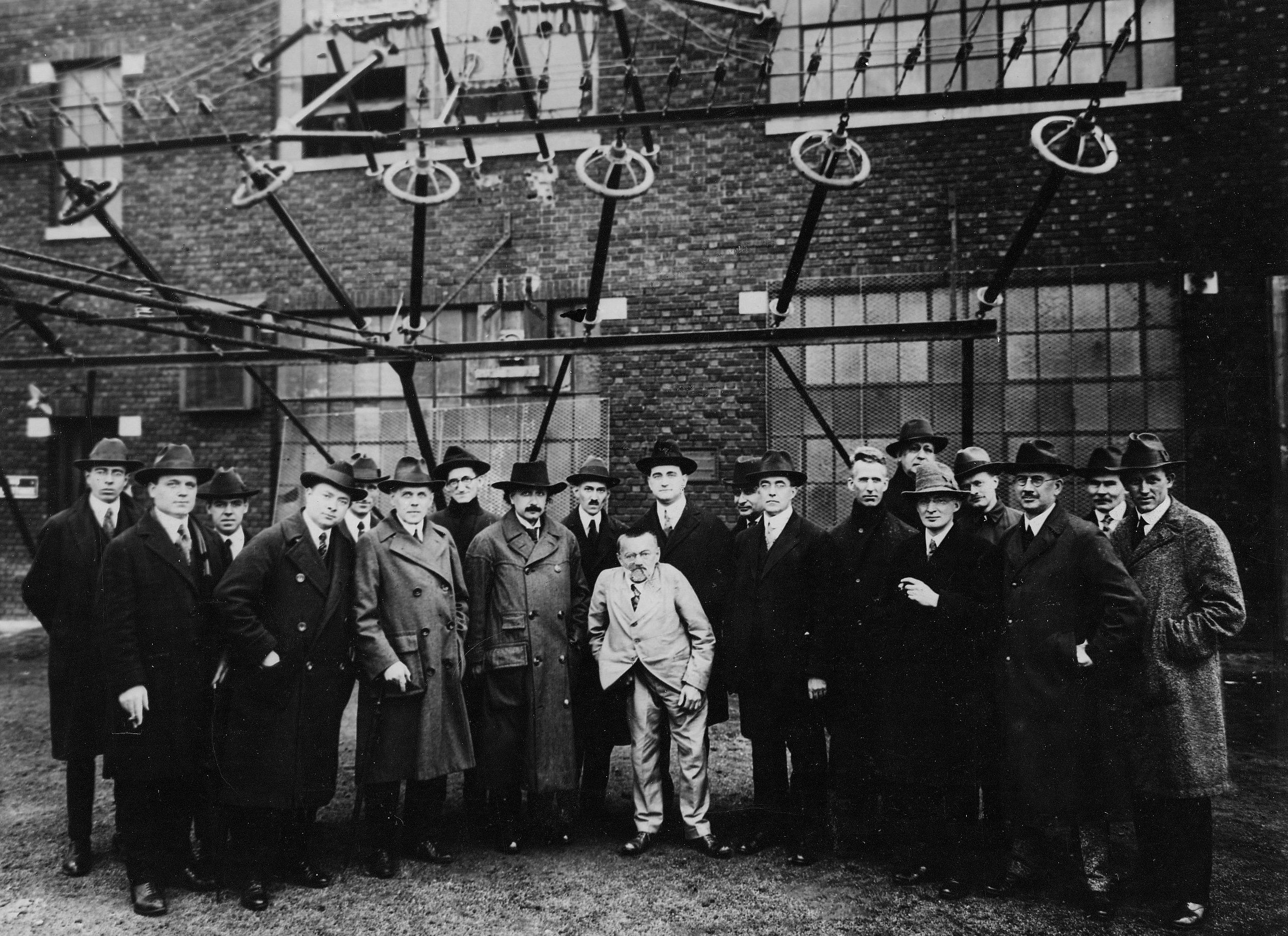
Wetenschappers op bezoek bij de Marconi Wireless Telegraph Company in Somerset, New Jersey, 1921

De Marconi Company is een voormalige Britse beursgenoteerde telecommunicatie-apparatuur provider met hoofdkantoor in Londen, die begin 2006 door Ericsson werd gekocht, maar nog steeds bestaat als een juridisch zelfstandige onderneming. Het bedrijf ontwikkelt, produceert en verkoopt apparatuur voor telecommunicatiebedrijven.
Marconi werd in 1897 opgericht onder de naam Wireless Telegraph en Signal Company door Guglielmo Marconi, pionier op het gebied van draadloze communicatietechnologie. Rond 1900 werd de naam gewijzigd in Marconi's Wireless Telegraph Company. In die tijd werkte John Ambrose Fleming, de uitvinder van de vacuümdiode buis, als consultant voor de Marconi Company. Joseph Henry Ronde van Marconi verbeterde de hoge frequentie-versterking van de triode. In 1912 kreeg het bedrijf een contract van de Britse regering voor het opzetten van radiostations in de gehele Britse Rijk. Hieraan kleefde echter een politiek schandaal, waarbij leden van de overheid werden beschuldigd van te hebben geprofiteerd van de aankoop van aandelen voor een zeer aantrekkelijke prijs.
In 1946 werd het bedrijf door English Electric (EE) overgenomen. Dit bedrijf fuseerde in 1968 met General Electric Company plc (GEC), niet te verwarren met de Amerikaanse General Electric (GE).
De defensiedivisie van Marconi werd in 1968 omgedoopt tot GEC-Marconi in en 1987 tot Marconi Electronic Systems (MES). In 1998 werd deze tak overgenomen en werd deel van BAE Systems.